# فلد هرن هاله

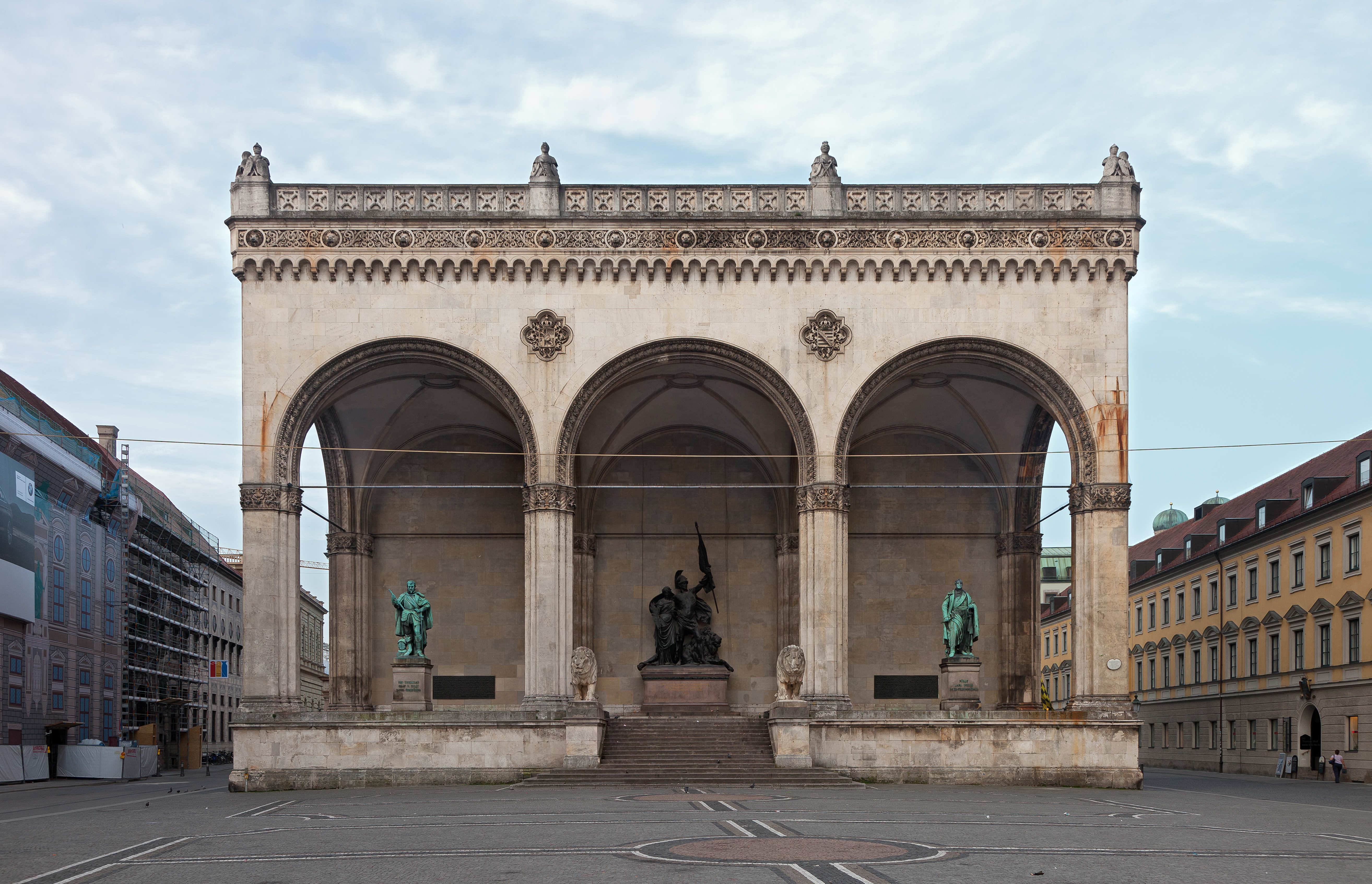
فلد هارن هالي على اوديونسبلاتز

فلد هارن هالي أو Feldherrnhalle (قاعة المشيرون الميدانية) هي نوتجا ضخمة في اوديونسبلاتز في ميونيخ، ألمانيا. على غرار لوجيا دي لانزي في فلورنسا، تم تكليفه عام 1841 من قبل الملك لودفيج الأول ملك بافاريا لتكريم تقاليد الجيش البافاري.
في عام 1923، كان موقع المعركة القصيرة التي أنهت انقلاب بير هول لهتلر. خلال العصر النازي، كان بمثابة نصب تذكاري لموت 16 من أعضاء الحزب النازي.

## بناء
تم بناء فلد هارن هالي بين 1841 و1844 في الطرف الجنوبي من ميونيخ لودفيغ بجوار قصر Preysing وشرق Hofgarten . في السابق، احتلت بوابة Schwabinger Tor القوطية ذلك المكان. قام فريدريش فون جارتنر ببناء Feldherrnhalle  بناء على طلب من الملك لودفيغ الأول من بافاريا بعد مثال لوجيا دي لانزي في فلورنسا.